# Ferdinand Kirchhof sr.
Ferdinand Kirchhof senior (* 2. April 1911 in Osnabrück; † 2004) war ein deutscher Jurist.

## Leben
Ferdinand Kirchhof war verheiratet mit Liselotte, geborene Kersten (1919–2002). Aus der Ehe stammen die beiden Söhne Paul und Ferdinand, beide Richter des Bundesverfassungsgerichts. 
Bevor Kirchhof zum Richter am Bundesgerichtshof berufen wurde, war er Oberstaatsanwalt in Karlsruhe.
Kirchhof war vom 1. Juli 1959 bis 30. April 1979 Bundesrichter am Bundesgerichtshof. 1969 gehörte er dem 2. Strafsenat des Bundesgerichtshofes an.